# Aleksandr Bulygin

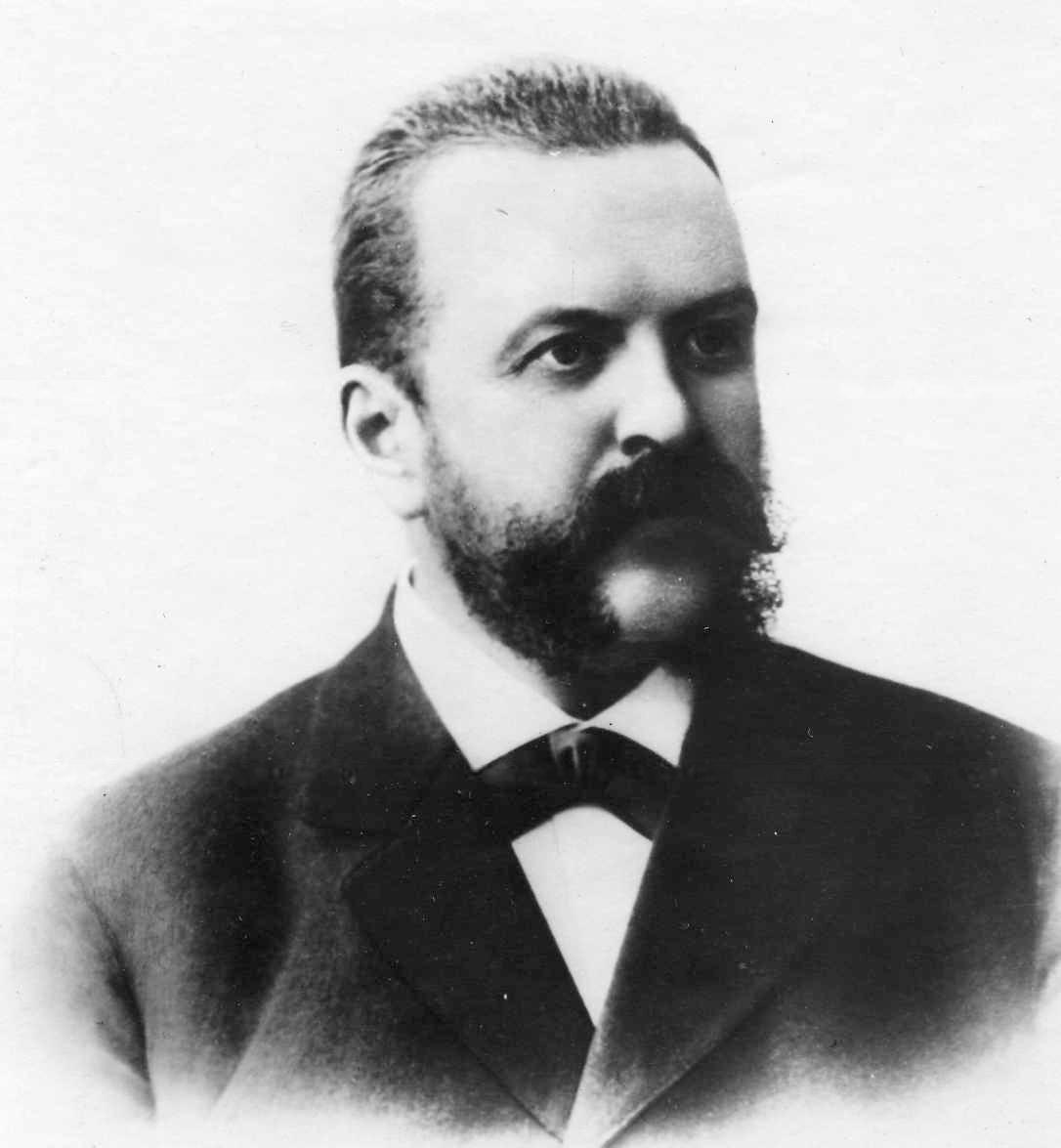
Aleksandr Bulygin.

Aleksandr Grigorjevitj Bulygin (ryska: Алекса́ндр Григо́рьевич Булы́гин), född den 6 augusti 1851, död den 5 september 1919, var en rysk politiker.
Tack vare sin högadliga härkomst, sina konservativa åsikter och personlig driftighet blev Bulygin vice generalguvernör i Moskva under storfurst Sergej Alexandrovitj av Ryssland. När regeringen 1905 försökte kväva den började revolutionen, utnämndes Bulygin till inrikesminister med uppdrag att utarbeta förslag om inrättande av en deputeradekammare med uteslutande konsultativa befogenheter. Under hans ledning utarbetades och stadfästes av tsaren en ytterligt konservativ lag om en dylik kammare. Den erhöll den ironiska benämningen Bulyginskaja duma (Bulygins duma), bojkottades av större delen av befolkningen och blev aldrig förverkligad. Revolutionen medförde i stället inrättandet av lagstiftande duman. Bulygin drog sig därefter tillbaka från den aktiva politiken. Han sköts av bolsjevikerna.